# 진건오남로
 진건오남로(Jingeononam-ro)는 경기도 남양주시 진건읍용정리교차로에서  진접읍장현사거리잇는 도로이다.

## 주요 경유지
경기도
- 남양주시 (진건읍 . 오남읍 . 진접읍)

## 노선
| 이름                | 접속 노선                        | 소재지   | 소재지 | 비고 |
| ------------------- | -------------------------------- | -------- | ------ | ---- |
| 용정리 교차로       | 진건우회로                       | 남양주시 | 진건읍 |      |
| 사능교              |                                  | 남양주시 | 진건읍 |      |
| 진건도서관 교차로   | 진건오남로42번길                 | 남양주시 | 진건읍 |      |
| 용정사거리          | 사능로                           | 남양주시 | 진건읍 |      |
| 지세사거리          | 진건우회로                       | 남양주시 | 진건읍 |      |
| 송릉삼거리          | 독정로                           | 남양주시 | 진건읍 |      |
| 어남이고개          |                                  | 남양주시 | 진건읍 |      |
| 어냄이삼거리        | 양지로                           | 남양주시 | 진건읍 |      |
| 오남1 교차로        | 국가지원지방도 제98호선 (남가로) | 남양주시 | 오남읍 |      |
| 오남교              |                                  | 남양주시 | 오남읍 |      |
| 양지 교차로(오남역) | 경복대로                         | 남양주시 | 오남읍 |      |
| 오남 교차로         | 양지로                           | 남양주시 | 오남읍 |      |
| 연평 교차로         | 양진로 해밀예당1로               | 남양주시 | 진접읍 |      |
| 장현 교차로         | 국도 제47호선 (금강로)           | 남양주시 | 진접읍 |      |
| 장현대교            |                                  | 남양주시 | 진접읍 |      |
| 장현사거리          | 봉현로                           | 남양주시 | 진접읍 |      |

## 주요 건물 및 시설
- GS25 남양주송능점 (경기도 남양주시 진건읍 진건오남로 372)
- CU 진건송능점 (경기도 남양주시 진건읍 진건오남로 386)
- GS칼텍스 송능 LPG충전소 (경기도 남양주시 진건읍 진건오남로 405-12)
- GS칼텍스 송능주유소 (경기도 남양주시 진건읍 진건오남로 405-10)
- S-OIL 남양주주유소 (경기도 남양주시 진건읍 진건오남로 420)
- 노브랜드 남양주 오남점 (경기도 남양주시 오남읍 진건오남로 506)
- 롯데슈퍼 오남2점 (경기도 남양주시 오남읍 진건오남로 512)
- 농협 오남지점 (경기도 남양주시 오남읍 진건오남로 520)
- 기아자동차 오남대리점 (경기도 남양주시 오남읍  진건오남로 506)
- 쉐보레 오남지정서비스 (경기도 남양주시 오남읍 진건오남로 533)
- GS25 오남상일점 (경기도 남양주시 오남읍 진건오남로 552)
- 남양주오남우체국 (경기도 남양주시 오남읍 진건오남로 506)
- SK텔레콤 세화대리점 오남직영점 (경기도 남양주시 오남읍  진건오남로 573)
- KT 위즈텔레콤 오남점 (경기도 남양주시 오남읍 진건오남로 597)
- 세븐일레븐 남양주오남진주점 (경기도 남양주시 오남읍 진건오남로 601)